# Christiane Nord
Christiane Nord (ur. 1943 w Eberswalde, Niemcy) jest niemiecką badaczką przekładu. Studiowała na Uniwersytecie w Heidelbergu, gdzie obroniła doktorat z zakresu iberystyki. Jej habilitacja dotyczyła problemów przekładoznawstwa i dydaktyki przekładu. Jest tłumaczką języków angielskiego i hiszpańskiego, członkinią EST (European Society for Translation Studies).

## Dorobek
Dorobek Christiane Nord to kilkadziesiąt publikacji z teorii, metodyki i dydaktyki przekładu. Jej prace należą do nurtu funkcjonalistycznego i obejmują m.in. interpretację teorii skoposu. Jest także autorką niemieckiego przekładu Nowego Testamentu i pism wczesnochrześcijańskich (Das Neue Testament und frühchristliche Schriften, 1999). 
Jej mężem jest teolog Klaus Berger.

## Publikacje

### Wybrane monografie
- Fertigkeit Übersetzen: ein Kurs zum Übersetzenlehren und -lernen. BDÜ-Fachverl, Berlin 2010, ISBN 978-3-938430-32-3
- Textanalyse und Übersetzen: theoretische Grundlagen, Methode und didaktische Anwendung einer übersetzungsrelevanten Textanalyse. Groos, Tybinga 2009, ISBN 978-3-87276-868-1
- Kommunikativ handeln auf Spanisch und Deutsch: ein übersetzungsorientierter funktionaler Sprach- und Stilvergleich. Egert, Wilhelmsfeld 2003, ISBN 3-8252-1734-5
- Einführung in das funktionale Übersetzen: am Beispiel von Titeln und Überschriften.Tybinga/Bazylea 1993
- Textanalyse und Übersetzen: theoret. Grundlagen, Methode u. didakt. Anwendung e. übersetzungsrelevanten Textanalyse. Groos, Heidelberg 1988, ISBN 3-87276-598-1
- Neueste Entwicklungen im spanischen Wortschatz. Schäuble, Rheinfelden 1983, ISBN 3-87718-738-2
- Lebendiges Spanisch: eine Einführung in Entwicklungstendenzen des heutigen spanischen Wortschatzes. Schäuble, Rheinfelden 1984, ISBN 3-87718-755-2
- Funktionsgerechtigkeit und Loyalität. Frank & Timme, Berlin
- Funktionsgerechtigkeit und Loyalität / Bd. 1. Theorie, Methode und Didaktik des funktionalen Übersetzens. Frank & Timme, Berlin 2011, ISBN 978-3-86596-330-7
- Funktionsgerechtigkeit und Loyalität / Bd. 2. Die Übersetzung literarischer und religiöser Texte aus funktionaler Sicht. Frank & Timme, Berlin 2011, ISBN 978-3-86596-331-4

### Wybrane artykuły naukowe
- "You can say you to me!" Organizing relationships in literary translation. W: Adab, Beverly, Peter A. Schmitt & Gregory Shreve (red.), Discourses of Translation. Festschrift in Honour of Christina Schäffner. (Leipziger Studien zur angewandten Linguistik und Translatologie 12). Frankfurt nad Menem 2012: Peter Lang, 147-160.
- Funktionale Translationswissenschaft: Wohin geht der Weg? W: Baumann, Klaus-Dieter (red.): Fach - Translat - Kultur. Interdisziplinäre Aspekte der vernetzten Vielfalt, z. 1. Berlin 2012: Frank & Timme, 510-535.
- Funktionsgerechtigkeit und Loyalität bei der Übersetzung biblischer Texte. W: Werner, Eberhard (red.) Bibelübersetzung als Wissenschaft. Stuttgart 2012: Deutsche Bibelgesellschaft, 135-145.
- Traduciendo el vino: problemas y dificultades. W: Gloria Bazzocchi, Pilar Capanaga, Sara Piccioni (red.): Turismo ed enogastronomía tra Italia e Spagna. Linguaggi e territori da esplorare. Mediolan 2011: FrancoAngeli.
- Spielball der Mächte. Nestor Ponces El intérprete. W: Kaindl, Klaus; Kurz, Ingrid (wydawca): Machtlos, selbstlos, meinungslos? Interdisziplinäre Analysen von ÜbersetzerInnen und DolmetscherInnen in belletristischen Werken. Wiedeń 2010: Lit Verlag, 181-190.
- Making the text and its readers meet: Where translation theory provides help in the translation of sacred texts. W: Almutarjim Translation Research Group (red): Sacred Text Translation. Proceedings of the First International Conference March 2007, Marakesz 2009: Univesity Cadi Ayyad, 151-164
- Beziehungskisten. Was die phatische Funktion mit der Translationsqualität zu tun hat. W: Peter A. Schmitt + Heike E. Jüngst (red.): Translationsqualität. Frankfurt nad Menem 2007: Peter Lang 2007, 456-464.